# Chromalveolata
Chromalveolata é um supergrupo de eucariotas, primeiramente proposto por Thomas Cavalier-Smith como um refinamento do seu reino Chromista, que havia sido proposto em 1981. Pode ser considerado como um "reino", apesar de não lhe ser atribuído nenhuma classificação taxonómica formal. Compreende uma linha descendente de um Bikonta no qual ocorreu uma endossimbiose secundária com uma alga vermelha, e inclui os seguintes quatro grupos:
- Heterokontophyta;
- Haptophyta;
- Cryptophyta;
- Alveolata.

## Relações evolutivas
Os Chromalveolata fazem parte do clado Bikonta, que também comprrende os Archaeplastida, os Rhizaria, os Excavata, e alguns outros grupos mais pequenos como os Apusozoa e os Centrohelida. Como Bikonta que são, todos descendem de um eucariota heterotrófico com dois flagelos. Também se pensa que os Chromalveolata partilham um relação próxima com os Archaeplastida  do que com os outros grupos, num clado denominado Corticata.
Historicamente, muitos dos Chromalveolata eram considerados como plantas, com as suas paredes celulares, habilidade fotossintética e em muitos casos com semelhanças com os Embryophyta. No entanto, quando o sistema dos cinco reinos tornou-se prevalente sobre a dicotomia planta-animal, a maioria dos Chromalveolata foi colocada no reino Protista, os Oomcycetes e os Labyrinthulomycetes colocados no reino Fungi e as algas castanhas permanecendo no reino Plantae. Então, após a publicação do sistema dos três reinos por Woese, devido à parafilia do reino Monera, os taxonomistas vivaram as atenções para os domínio dos eucariotas e para a parafilia dos Protista. Após algum debate, que continua até à data atual, os Chromalveolata emergiram como um grupo monofilético.

## Morfologia
Os Chromalveolata, diferentemente de outros grupos com representantes multicelulares, não possuem muitas características morfológicas comuns. Cada subgrupo possui certas características únicas, incluindo os alvéolos nos Alveolata, o haptonema nos Haptophyta, o ejectissoma dos Cryptophyta, e os dois diferentes flagelos dos Heterokontophyta. No entanto, nenhuma destas características está presente em todos os grupos.
As únicas características partilhadas pelo membros do grupo são:
- Origem partilhada dos cloroplastos;
- Presença de celulose na maioria das paredes celulares.

Porque se trata de um grupo tão diverso, é difícil sumarizar as suas características partilhadas.

## Papel ecológico

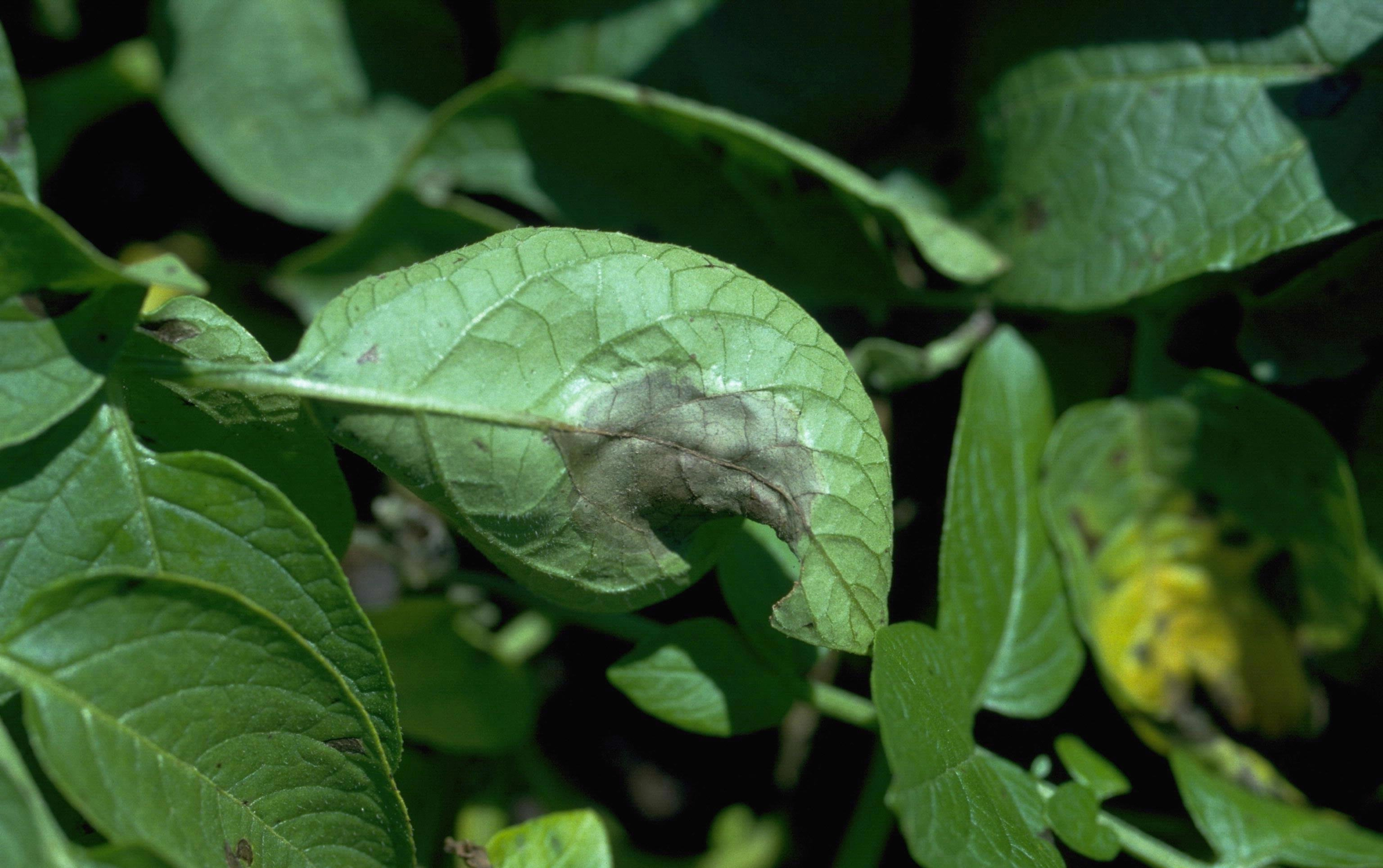
batateira infestada com Phytophthora infestans.

Muitos Chromalveolata afetam o nosso ecossistema de maneira substancial. Alguns destes organismos poderão também ter efeitos nocivos. Os dinoflagelados produzem as marés vermelhas, que podem devastar populações de peixes e intoxicar culturas de ostras e outros bivalves. Os Apicomplexa são uns dos mais bem sucedidos parasitas específicos dos animais. Os Oomycetes podem infligir doenças severas em plantas. De facto, foi um Oomycetes, Phytophthora infestans, que provocou a Grande Fome Irlandesa

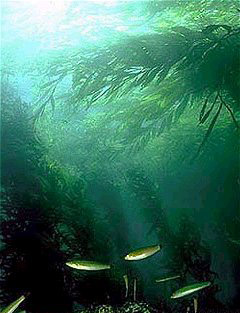
Uma floresta de laminárias

No entanto, muitos Chromalveolata são membros vitais do nosso ecossistema. As diatomáceas são um dos maiores produtores fotossintéticos, produzindo muito do oxigénio que respiramos, e consumindo muito do dióxido de carbono que se julga ser causa do aquecimento global. A algas castanhas, nomeadamente as laminárias, podem formar habitats de florestas subaquáticas, sendo refúgio de muitas espécies marinhas e providenciando a dieta de uma larga proporção das comunidades costeiras.
Os Chromalveolata também providenciam muitos dos produtos que usamos. A algina das algas castanhas é usada como espessante em comida, como nos geldos. As conchas de sílica das diatomáceas possuem usos diversos, tais como tintas reflexivas, pastas de dentes, ou como filtros.
No entanto, certos factores estão a ameaçar os Chromalveolata. A poluição oceânica está a reduzir o número de diatomnáceas e de algas castanhas. Algumas algas castanhas são a ser sobre-exploradas.